# Ropalodontus camelus
Ropalodontus camelus es una especie de coleóptero de la familia Ciidae. La especie fue descrita científicamente por Elzéar Abeille de Perrin en 1876.

## Subespecies
- Ropalodontus camelus berberus Peyerimh., 1945
- Ropalodontus camelus camelus Abeille de Perrin, 1876

## Distribución geográfica
Ropalodontus camelus camelus habita en Asia Menor y Ropalodontus camelus berberus en el nordeste de África.